# Musée de Borda
Le musée de Borda est un musée français situé à Dax, dans les Landes, fondé en 1807. Il possède le label « Musée de France ».
Créé par la municipalité, à partir du rachat du cabinet de curiosités de Jacques-François de Borda d'Oro, naturaliste et géologue qui donne, avec son cousin Jean-Charles de Borda, son nom au musée. Il abrite à la fois des collections archéologiques, scientifiques, ethnographiques et artistiques.

## Historique
Le musée de Borda est fondé en 1807 lorsque la municipalité de Dax rachète le cabinet de curiosité du géologue et naturaliste Jacques-François de Borda d'Oro, situé 11 bis rue des Carmes, au sein de l’ancienne chapelle des Carmes, fondée en 1523 et transformée pendant la Terreur en prison pour femmes. La société de Borda le gère à partir 1876. Le musée s’enrichît avec des dons « d’objets archéologiques, historiques, d’œuvres d’art ». L’un des principaux donateurs est le maire de Dax et ministre des colonies Raphaël Milliès-Lacroix, qui offre au musée de nombreux objets ethnologiques africains et asiatiques, permettant l’ouverture d’une collection d’ethnologie extra-européenne. Le musée est à plusieurs reprises touché par des inondations et des déménagements (comme pendant la Seconde Guerre mondiale). En 1982, le département des Landes prend le contrôle du musée et l’enrichît avec les œuvres des peintes landais Alexis Lizal et Jean-Roger Sourgen. La ville de Dax le gère depuis 1996. Depuis, le musée a reçu de nombreux dons, dont les œuvres du peintre dacquois Léon Gischia, et a acquis des fonds antiques (forum d’Aquae découvert en 1978 et dépôt d’objets de bronze en 1982),,.
Du 7 juillet 2015 au 6 février 2016, le musée de Borda rend hommage au peintre dacquois Alexis Lizal, l’un des artistes emblématiques de la ville de Dax, disparu il y a cent ans dans l’indifférence générale. Une monographie, Alex Lizal, peintre singulier du Pays landais, accompagne l’exposition. Elle est signée par Jean-Roger Soubiran et publiée par les éditions Passiflore.
De 2021 à 2024, le musée est rénové, modernisé et isolé à l’aide de la fondation du patrimoine. Après de longs chantiers qui ont coûté près d’un million d’euros, il réouvre le 13 septembre 2024.

## Collections

### Collection archéologique
Le musée de Borda conserve de nombreux objets archéologiques de diverses époques issus de fouilles dans la ville et dans le département. On y trouve notamment « de nombreux ossements, bifaces ou haches polies, datés du paléolithique au néolithique et issus du département des Landes et de l’Aquitaine », la plupart du temps tirés des fouilles des archéologues Joseph de Laporterie, Édouard Piette, Henri Delporte, Michel Lenoir et Jean-Claude Merlet sur les sites de la grotte du Pape (Brassempouy) et de Montaut.

Le musée abrite aussi une importante quantité d’objets gallo-romains. Pendant les XIXe et XXe siècles, des membres de la Société de Borda effectuent des fouilles à Dax (Aquae Tarbellicae, fondée au Ier siècle av. J.-C.) et y exhument de nombreux vestiges gallo-romains, mais la majorité des objets du musée proviennent des fouilles menées par Brigitte Watier dans les années 1970 et 1980. Les principales pièces de cette collection sont un autel votif dédié à Mars et une statue en bronze du dieu Mercure mesurant 30,6 cm. Découverte fortuitement dans le « trésor des halles » en 1982 par Nicole Lambert et Bernard Mauclère, cette sculpture du Ier siècle comprenant les attributs traditionnels du dieu romain des voyageurs est accompagnés de deux animaux, eux aussi en bronze, mais datant du IIIe ou du IVe siècle et réalisés dans un style plus gaulois que romain. 

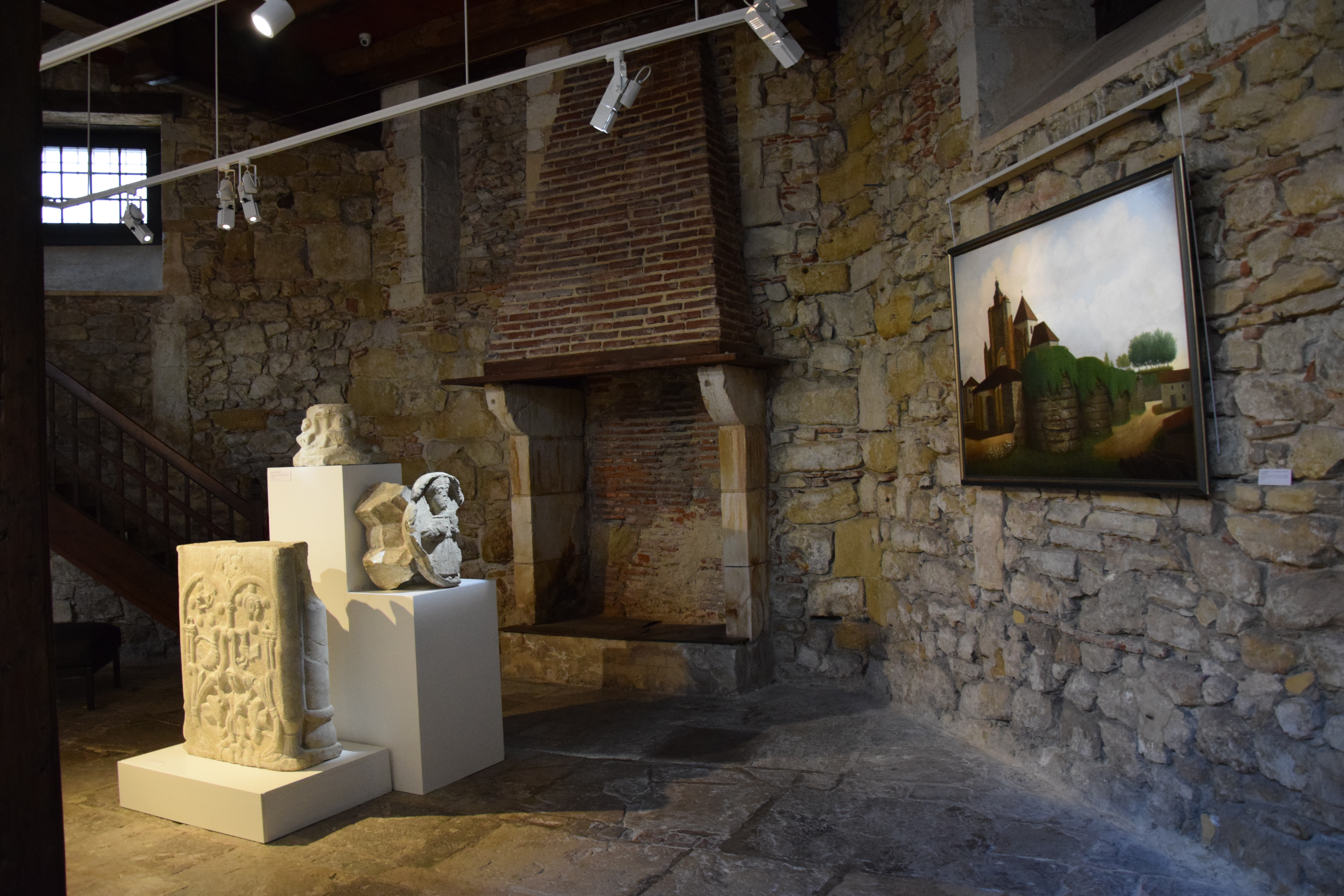
Extrait des collections archéologiques du musée.
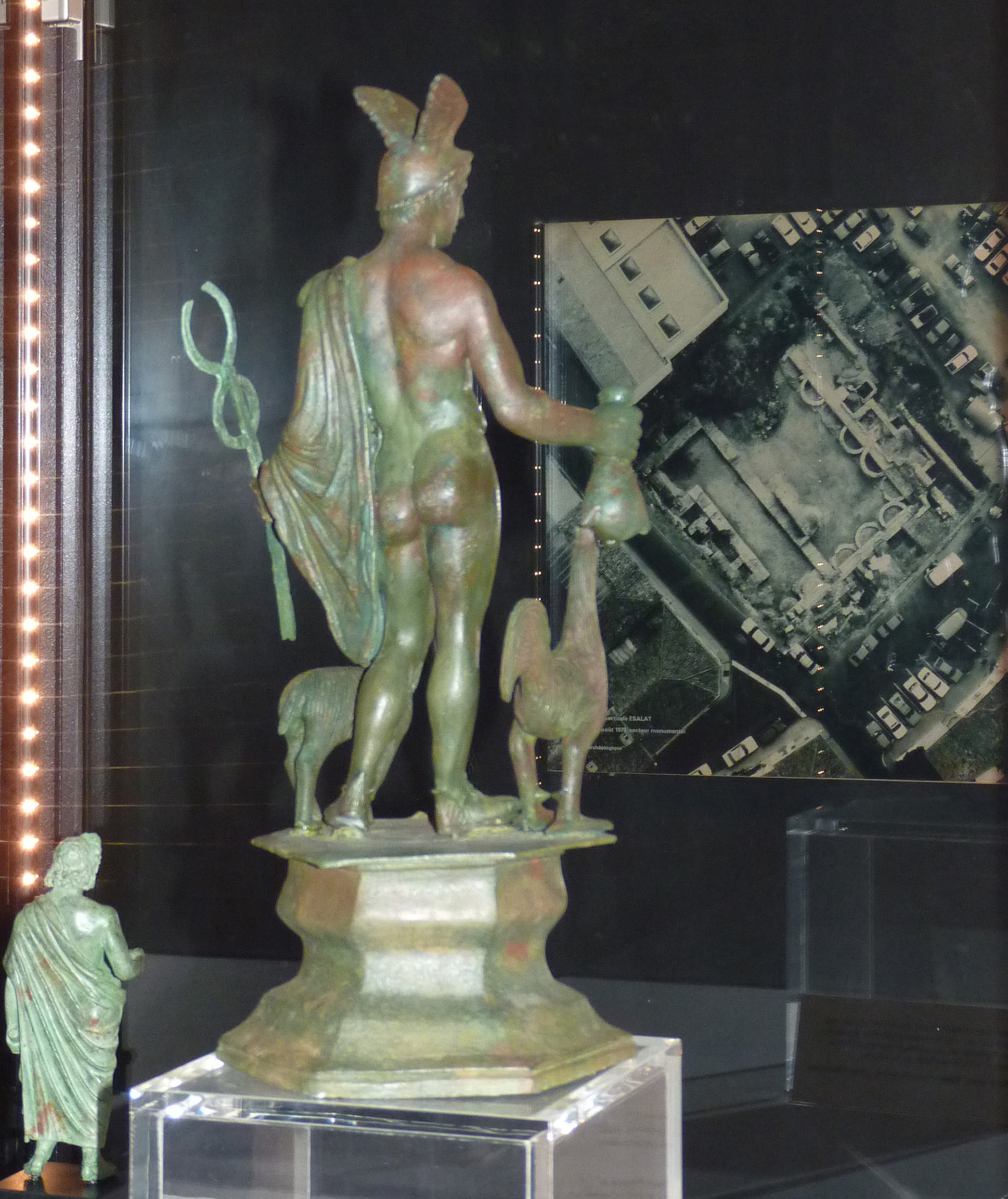
Statuette de Mercure.
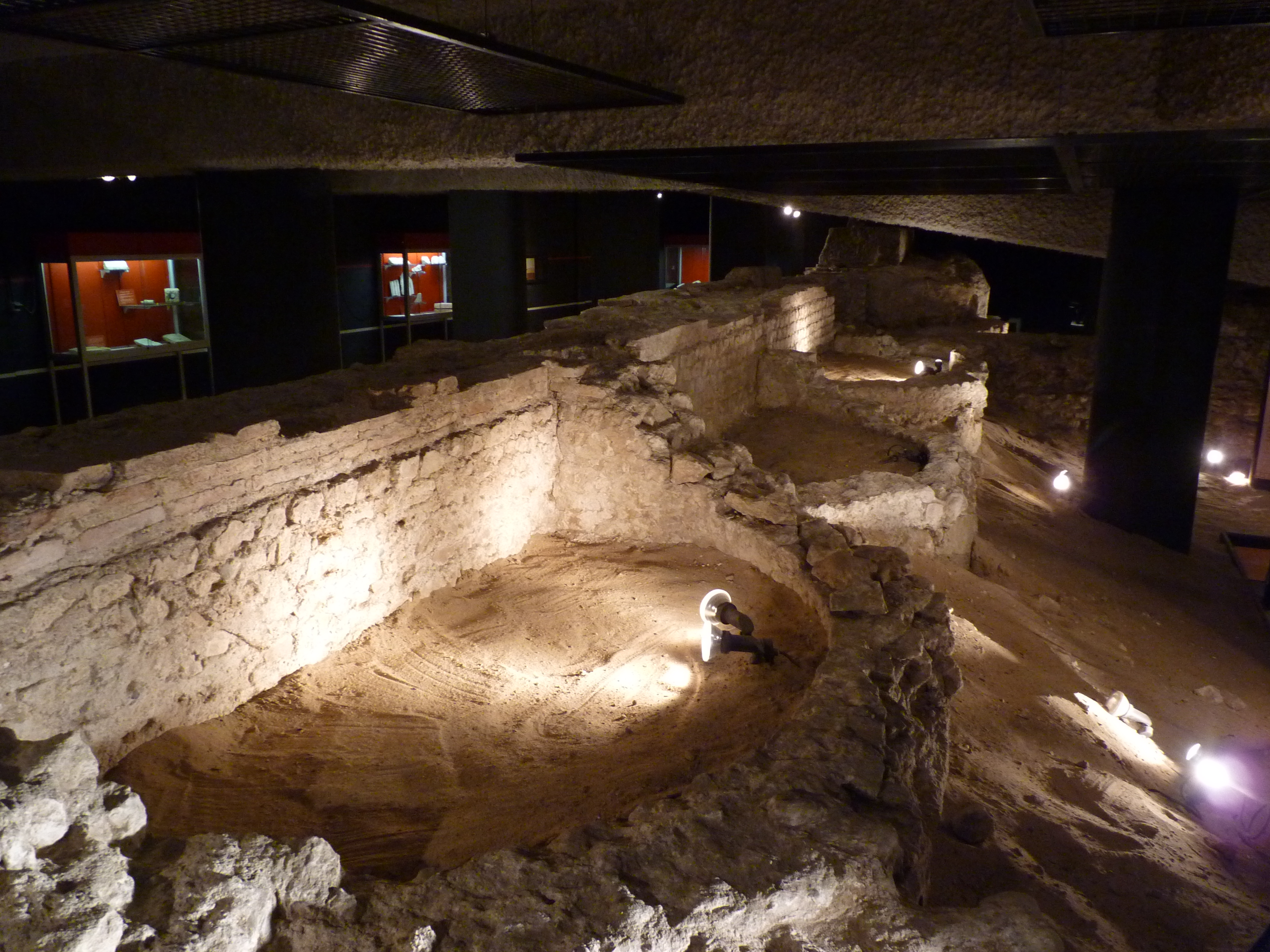
Vue de  la crypte archéologique.

### Collection scientifique
Le musée expose de nombreux instruments de métrologie inventés ou ayant appartenus à Jean-Charles de Borda : sextant, demi-pied-de-roy, cercle répétiteur et un cercle de réflexion inventé par l’ingénieur, fabriqué par Étienne Lenoir et offert par Louis XVI à Jean-Baptiste Philibert Willaumez en 1788.
Puisqu’il a été fondé à partir du cabinet de curiosités du géologue et paléontologue dacquois Jacques-François de Borda d'Oro, le musée dispose d’une très importante collection de fossiles et d’objets géologiques récoltés par le savant dans les Landes. Seuls 5 % des « 1240 fossiles, 486 spécimens de roches, minéraux et concrétions » récoltés par Borda d’Oro sont toujours présents dans le musée. La collection actuelle est principalement composée de « dents de requins, coquillages de mollusques, vertèbres de cétacés » récoltés à Saint-Paul-lès-Dax et Saugnac-et-Cambran.
Le musée compte 4 herbiers en bon état datant du XVIIIe au XXe siècle. Ils ont été numérisés et sont accessibles en ligne sur le site des archives départementales des Landes. Le premier est assemblé entre la fin du XVIIIe et le début du xixe siècle par le médecin et botaniste dacquois Jean Thore. Composé de « 21 paquets contenant au total plus de 4 000 planches », il est l’unique herbier figurant la flore du département avant son boisement, dont des essences disparues et des « plantes utilitaires (médicinales, alimentaires ou fourragères, tinctoriales ou ornementales) ». Les trois autres herbiers ont été réunis par Émilie Bacler d’Albe (25 planches), Étienne Lapeyrère (4 000 planches) et Antonio Aparisi-Serres (250 planches). Le premier est composé d’algues récoltées sur les plages du Pays basque dans la première moitié du XIXe siècle, le deuxième de plantes de toute la France recueillies avant 1930, le dernier de spécimens rassemblés dans la Manche et le Calvados dans la première moitié du XXe siècle,.

### Collection ethnographique
La collection ethnographique du musée de Borda est composée de quatre pôles principaux. Le premier est centré sur la ruralité dans le département, avec des instruments agricoles et forestiers montrant le passage du système agropastoral à la sylviculture de la région au XIXe siècle comme le hapchot, la curette et le pot à résine, des objets de la vie quotidienne (vêtements, sabots, échasses et cruches en terre cuite, dites « pégas ») et des exemples d’artisanat landais, comme les faïences du bas-Adour.
Le deuxième est dédié au thermalisme médical à Dax au XIXe siècle. Avec des affiches, des bustes, des portraits, des cartes postales, des ouvrages, des fascicules et des éléments de mobilier liés aux différents établissements thermaux de la ville : l’hôtel des Baignots, l’établissement Dax-Salin-Thermal, les Grands Thermes et l’hôtel Splendid. Le troisième est consacré à la culture taurine (corrida et course landaise). Il est composé de photographies, d’affiches, d’éventails et de tenues de toréros et d’écarteurs.
Le dernier, issu d’un don du maire de Dax et ministre des Colonies Raphaël Milliès-Lacroix, est centré sur les cultures africaines et asiatiques. Le ministre ayant effectué un voyage dans les colonies françaises africaines (Sénégal, Côte d'Ivoire, Guinée et Bénin) de 1906 à 1909, il en ramène une centaine de pièces, dont des « chapeaux, calebasses, bracelets, statuettes, instruments de musique, bijoux, trônes, récades, armes, et masques ». La collection compte aussi des « statuettes, vaisselle, vases, et autres objets » asiatiques. Le clé de la collection est un ensemble de masques de cérémonie Gèlèdé du peuple Yoruba ramené par Milliès-Lacroix du Bénin.

### Collection artistique

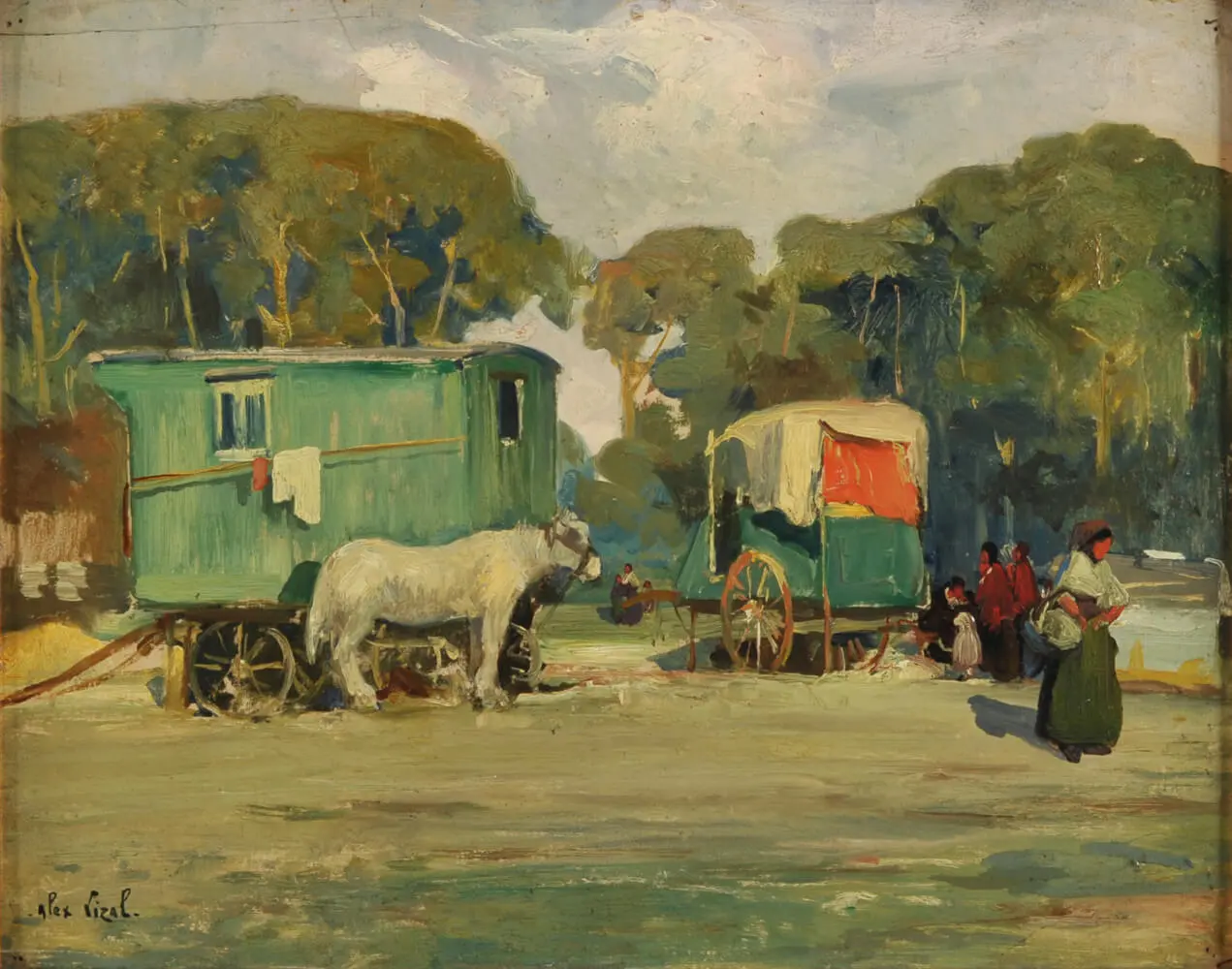
Alexis Lizal, La Pédouille, 1904.

Le musée possède également une collection artistique. On y trouve princiaplement des œuvres d’artistes gascons, dont le sculpteur et céramiste Édouard Cazaux et les peintres Alexis Lizal, Jean-Roger Sourgen, Gaston Larrieu, Pierre-Gaston Rigaud et Léon Gischia. L’art sacré y est représenté par le biais de bas-reliefs représentant des saints (Xviie siècle), d’une ronde-bosse de Sainte Cécile (17e siècle) et des statues de la Vierge (XVIIe au XIXe siècle). Parmi les peintres ayant peint les Landes aux XIXe et XXe siècles, les plus représentés sont Jean-Roger Soubiran avec notamment Paysage landais, huile sur toile (1950) et le peintre  Alexis Lizal auteur notamment de La Pédouille (1904), scène de genre réalisée à Narrosse. La peinture abstraite est aussi représentée avec l’œuvre du dacquois Léon Gischia : « avec plus de 500 œuvres léguées en 1996 et 2002 par sa veuve », le musée dispose de plus de ses œuvres, dont Hommage à Sandy (1975), que n’importe quelle autre collection.

## Fréquentation
| Année | Entrées payantes | Entrées gratuites | Total  |
| ----- | ---------------- | ----------------- | ------ |
| 2001  | 6 853            | 4 495             | 11 348 |
| 2002  | 6 727            | 4 025             | 10 752 |
| 2003  | 4 484            | 4 306             | 8 790  |
| 2004  | 2 189            | 2 881             | 5 070  |
| 2005  | 3 424            | 5 173             | 8 597  |
| 2006  | 2 155            | 4 407             | 6 562  |
| 2007  | 3 468            | 5 737             | 9 205  |
| 2008  | 2 763            | 7 139             | 9 902  |
| 2009  | 9 866            | 0                 | 9 866  |
| 2010  | 2 760            | 5 909             | 8 669  |
| 2011  | 2 671            | 6 757             | 9 428  |
| 2012  | 1 918            | 6 191             | 8 109  |
| 2013  | 2 553            | 6 614             | 9 167  |
| 2014  | 1 989            | 6 143             | 8 132  |
| 2015  | 2 811            | 7 886             | 10 697 |
| 2016  | 3 473            | 7 693             | 11 166 |
| 2017  | 3 035            | 8 277             | 11 312 |
| 2018  | 5 102            | 6 921             | 12 023 |
| 2019  | 5 770            | 8 413             | 14 183 |
| 2020  | 1 358            | 2 580             | 3 938  |
| 2021  | 2 363            | 4 532             | 6 895  |